# Buprestis octoguttata
Buprestis octoguttata é uma espécie do género Buprestis.
É nativa da Europa.